# Trojfunkční hypotéza

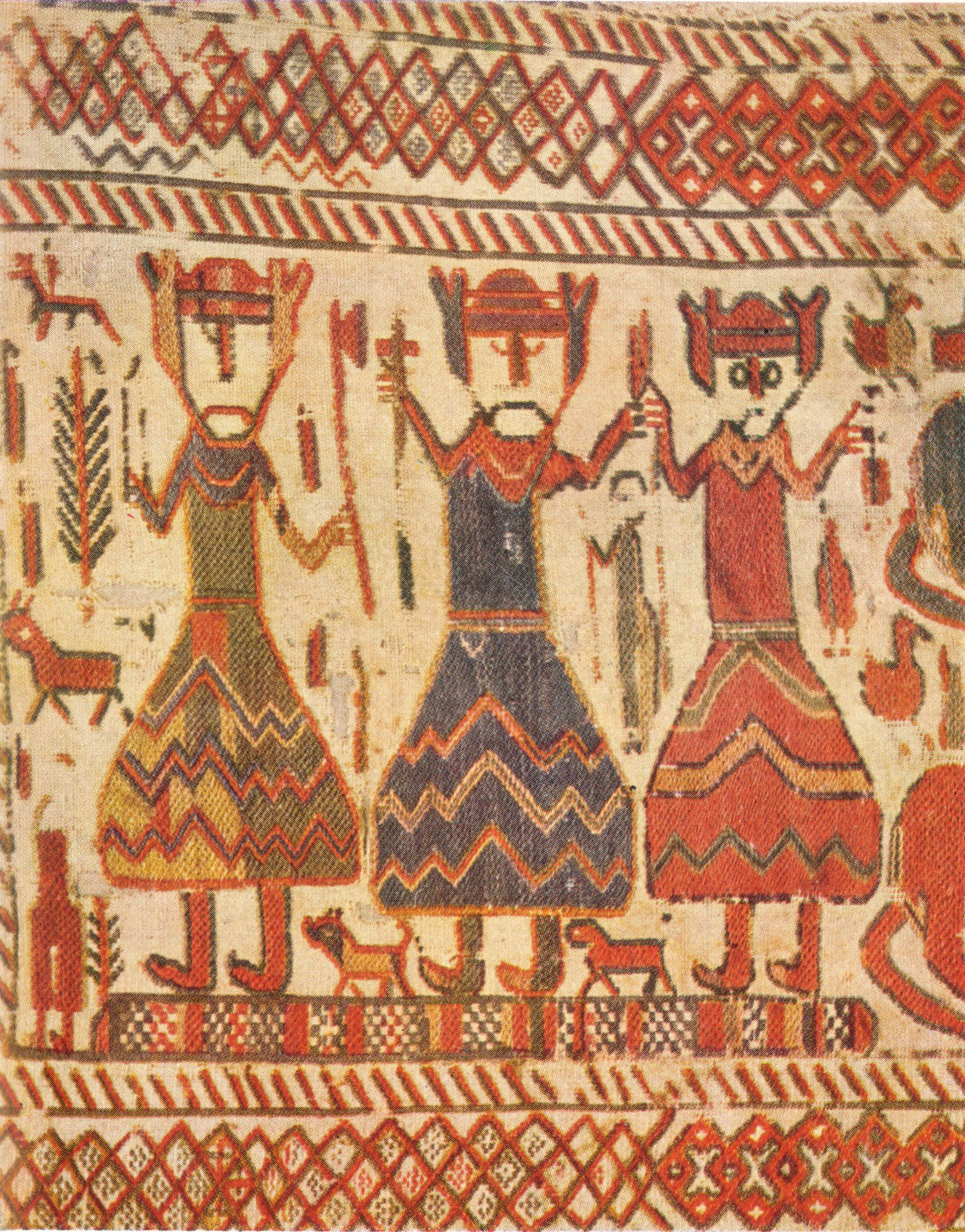
Trojice bohů: Ódin, Thór a Freya

Trojfunkční hypotéza je hypotéza francouzského badatele George Dumézila, podle které indoevropská společnost užívala trojčlennou ideologii (idéologie tripartite) jako universální klasifikační systém. Tři funkce zahrnující nábožensko-politickou svrchovanost, válku a plodnost se odráží jak v panteonech indoevropských etnik, tak v jejich představě ideální společnosti.
Dumézilův výzkum byl zaměřen především na Indoíránce, Italiky, Germány a Kelty. Mytologii řeckou a slovanskou považoval pro výzkum trojčlennosti za nevhodnou. Později pod vlivem svých žáků jako byl Francis Vian, Atsuhiko Yoshida a Bernard Sergent, kteří se z hlediska trojčlennosti zabývali řeckou mytologií, názor zmírnil. V oblasti slovanské mytologie se trojčlenností zabývá například český slavista Michal Téra a slovenský slavista Martin Golema. Georges Dumézil se také nezabýval rekonstrukcí společnosti a panteonu nediferenciovaných Indoevropanů.

## Hypotéza
Počátky této hypotézy lze klást do roku 1930, kdy Georges Dumézil publikoval v Journal asiatique studii La préhistoire indo-iranienne des castes („Prehistorie indo-íránských kast“). V té ukázal, že organizace společnosti archaických Indů, Íránců a Skythů byla založena na trojčlenném modelu. Tuto tezi přijal lingvista Émile Benveniste a doložil, že ji lze rozšířit i na kulturní záležitosti, například strukturu panteonu.
Hypotéza vychází ze strukturálního funkcionalismu Émila Durkheima a Marcela Mausse a původně chápala trojčlennost jako odraz sociální sféry v ideologické sféře. Společenské vztahy vnímala jako primární oproti kulturní nadstavbě. Bohové podle ní nejsou projekcí přírodních jevů, ale sociálních tříd, například Indra není zosobněním bouře, ale válečnické třídy.
V roce 1935 Dumézil vydal studii o analogiích mezi indickými bráhmany a římskými flaminy. Flaminové byla skupina patnácti kněží, z nichž každý byl zasvěcen jednomu bohu, tři nejvyšší sloužili Jovovi, Martovi a Quirinovi. Na přelomu let 1937 a 1938 že tuto trojici božstev lze chápat jako analogickou sociální trojici Indoíránců. Tento objev zveřejnil v článku La préhistoire des flamines majeurs („Prehistorie velkých flaminů“) a studii Jupiter, Mars, Quirinus I. Trojčlennou sociální hierarchii, kterou původně přisuzoval Indoíráncům před jejich rozdělením, nyní přisoudil původním Indoevropanům. V letech 1939 až 1949 vydal navzdory zhoršeným podmínkám třináct knih týkajících se indoevropské trojčlennosti.
V 50. letech pak Dumézil přehodnotil svůj názor a přestal chápat trojčlennost jako odraz sociální reality Indoevropanů, ale jako jejich universální klasifikační systém. Přimělo ho k tomu především studium římského náboženství, Avesty a výkladu Mahábháraty Stiga Wikandera.

## Společnost
V indoevropské společnosti se trojčlenná ideologie odráží například první tři indické varny – bráhmani, kšatrijové a vaišjové, spojených ve filosofické škole sánkhja s třemi složkami prvotní substance nazývané „guny“, přičemž jednotlivým varnám odpovídají guny sattva, radžas a tamas. V germánské společnosti odpovídal indickým varnám král, šlechta a svobodní muži. Trojčlenná ideologie se odráží v trojném modelu duše a třech třídách ideálního státu popsaných v Platónově Ústavě. Bernard Sergent shledává trojnost také v řeckém dělení na epiku, lyriku a drama.
Dle funkcí byly v indoevropské společnosti rozlišovány také sňatky. Dumézil v indické tradici shledal sedm druhů sňatků, z nichž první čtyři založené na slavnostním daru uzavírali brahmáni, další dva založené na dohodě mezi snoubenci a únosu uzavírali kšatrijové a poslední, nejméně důstojný, koupě partnerky, byl vlastní vaišjům. V Římě znali zase tři druhy sňatků:
1. confarreatio (určené pouze pro patricije)
2. usus (podle Dumézila obdoba vzájemné dohody)
3. coemptio (symbolická koupě manželky)

V raném středověku, po zániku antické společnosti a vzniku barbarských království, došlo v Evropě k rehabilitaci trojčlenného schématu a od konce 9. století tak začal vznikat koncept „trojího lidu“. Ačkoliv bylo křesťanství původně založeno na relativizaci třídních rozdílů, získala tato idea teologické zdůvodnění, čemuž napomohlo i to, že kléru nabízela pozici první třídy. Částečně byla trojčlennost vzkříšena v době nástupu absolutismu a někteří badatelé shledávají její prvky nacistických a komunistických společenských systémech.

## Funkce
Funkce bývají vyjádřeny božstev, přáními, překážkami či prohřešky v mýtech a pohádkách nebo předměty se symbolickou hodnotou. Jednotlivé funkce mají mezi sebou hierarchický vztah, první funkce stojí nejvýše a třetí nejníže. Bývají také vnitřně duální a obsahují v sobě binární opozice.
V římském prostředí se trojčlennost nezachovala přímo v sociální sféře. Lze jí ale pozorovat na tradičních tribuích (tribues):
1. Ramnes  – Latinové vedení Romulem
2. Luceres – Etruskové vedení králem Lucumem
3. Titienses – Sabinové vedení králem Titem Tatiem

Historie počátků Říma je tak dle Dumézila literárním konstruktem, který odkazuje na společenské oblasti náboženství a správy, války a bohatství.

### První třída
První třída či funkce je zastoupena vládci, kněžími a mágy, jejichž role často splývají. Náleží do ní božstva svrchovanosti jako je Varuna, Mitra, Jupiter nebo Ódin.
Ve 30. letech rozpoznal Dumézil vnitřní dualismus této funkce. Už v 19. století si všiml Abel Bergaigne, že indoíránská božstva svrchovanosti jsou představována „přátelským“ Mitrou a „děsivým“ Varunou. Přehled některých uváděných opozit uvádí následující tabulka.
| Mitra                       | Varuna                               |
| --------------------------- | ------------------------------------ |
| Pozemský oheň a sóma        | Nebeský oheň a sóma                  |
| Kněz, který uctívá          | Bůh, jenž je uctíván                 |
| Inteligence                 | Rozhodnutí                           |
| Vůle                        | Čin                                  |
| Ubývající měsíc             | Rostoucí měsíc                       |
| Duchovní moc                | Světská moc                          |
| Tento svět                  | Jiný svět                            |
| Mír, prosperita a jistota   | Válka, barbarství, nevypočitatelnost |
| Náležitě připravené obětiny | Syrové, tedy nevhodné, obětiny       |
| Mléko a vařené maso         | Sóma a maso pečené na ohni           |
| Solární dynastie Many       | Lunární dynastie Purúravase          |
| Blízkost třetí funkci       | Blízkost druhé funkci                |

Dualismus těchto dvou božstev lze přirovnat k taoistickému konceptu jin a jang nebo dualitu apollonského a dionýského, proslavenou Friedrichem Nietzschem, ale známou už antickým myslitelům.
Tato dualita se také odráží ve vztahu řemeslníka, vládnoucího přirozenou technologií, a čaroděje, vládnoucího nadpřirozenou mocí. Příkladem je germánská dualita božstev Ulla a Ódina.
Podle Bernarda Sergeanta souvisí s dualitou prvního principu i instituce dvou zároveň vládnoucích králů Sparty. Zatímco rod Eurypóntovců zaměřený na vnitřní záležitosti státu reprezentuje mitrovský pól, rod Ágiovců zaměřený na válku reprezentuje pól varunovský.
V Mahábháratě představují opozici Mitra-Varuna králové Judhišthira a Pándu. V zoroastriánství Mithra-Ahura Mazda, v něm však Mithra získal rysy válečníka, božstva druhé funkce a přiblížil se tak indoíránskému Indrovi. V antickém Řecku zase odpovídá dvojice Zeus-Úranos, v Římě Jupiter a Dius Fidius.
Božstva reprezentující mitrovský aspekt bývají často jednoruká, zatímco varunovská božstva bývají jednooká. První jmenovaní, například Tý nebo římský hrdina Gaius Mucius Scaevola, přichází o pravou ruku kvůli nedodržení přísahy, ač paradoxně mitrovský aspekt bdí nad dodržováním práva. Jednookost varunovských božstev, jako je třeba Ódin, je podobná děsivému paralyzujícímu pohledu mytických hrdinů jako Publius Horatius Cocles, Cúchulainn nebo Egil, kteří při tom často zavírali jedno oko. Dalším příkladem může být irský jednoruký král Nuada a jednooký fomoire Balor. V íránském a římském prostředí se s bohy první funkce, jako je Mithra nebo Jupiter, pojil blesk jako odznak autority.
První funkce je také vyjádřena védskými božstvy Armajanem a Bhagou. Armajan bdí nad soudržností árjské společnosti, dohlíží na sňatky, na pohostinnost a dodržování náboženských obřadů. Bhaga sleduje spravedlivé rozdělování statků mezi Árje.  Jejich zoroastrickou obdobou je podle Dumézila bůh Sraoša a bohyně Aši, římskou Juventas a Terminus.

### Druhá funkce

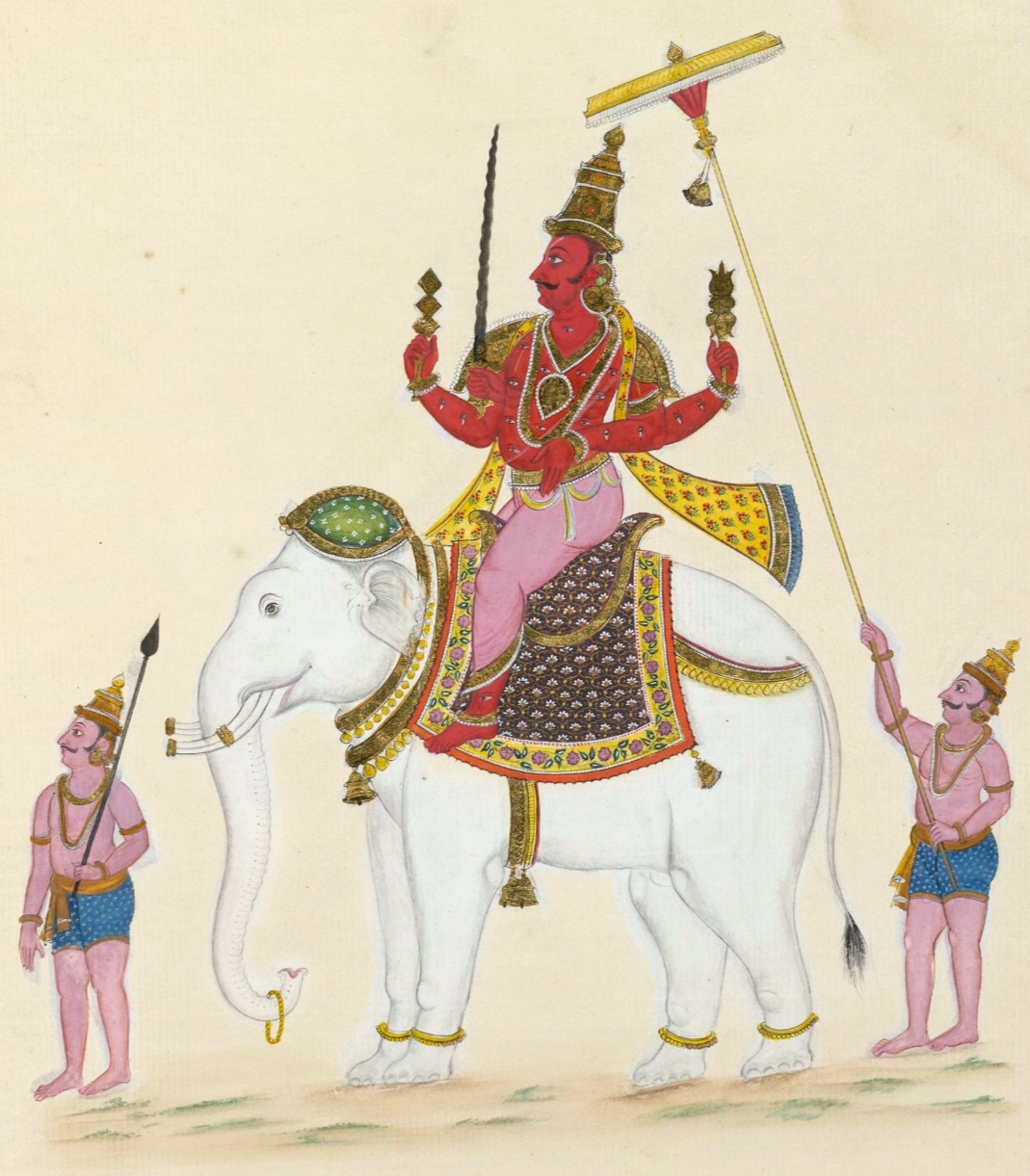
Indra, představitel druhé funkce

Druhá funkce má stejně jako první duální charakter. Příkladem opozotních charakterů mohou být kšatrijové Bhíma a Ardžuna z Mahábháraty.
Bhíma, syn boha větru Váju, bojuje nahý a ozbrojený pouze kyjem. Je vysoký, rychlý, hrubý a nevypočitatelný. Ardžuna, syn Indry, bojuje v drátěné košili a pancíři, vlastní legendární luk Gándíva a válečný vůz. Na rozdíl od samotářského Bhímy bojuje v čele armády, je aristokratem a respektuje dharmu. Obdobou Bhímy je avestský Keresáspa, řecký Héraklés a severský Thór. Obdobou Ardžuny Achilles a severský Ódin ve svém válečném aspektu.
Reprezentant druhé funkce často v mýtech páchá tři závažná provinění zahrnující násilí vůči reprezentantovi první funkce, nečestné jednání v bitvě a úklady proti blahu bližního. Například Indra usmrtil bráhmana, zrádně zabil bezbranného nepřítele a znásilnil cizí ženu. Za trest přišel o svůj duchovní majestát, fyzickou sílu i krásu. Řeckou analogií je mýtus o Héraklovi a severský epos o Starkadovi.
Ve védské Indii a u Germánů měla božstva druhé funkce jako Indra nebo Thór jako zbraň blesk, který má i meteorologické konotace.

### Třetí třída

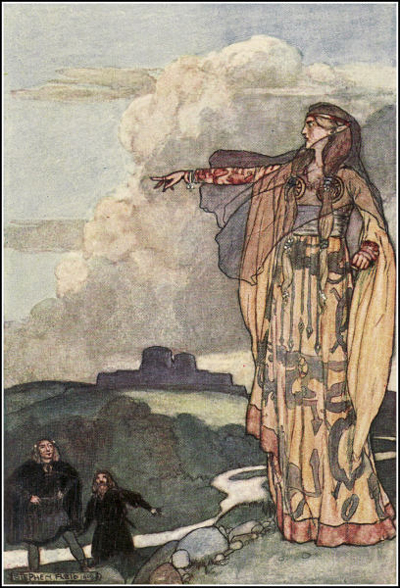
Trojfunkční bohyně Macha

Třetí funkce zahrnuje zdraví, bohatství, plodnost, krása a vztah k půdě. V sociální sféře zahrnuje rolníky, pastevce, řemeslníky a obchodníky.
Ve védské Indii byla reprezentována dvojčaty Ašviny, Púšanem, Sarasvatí a četnými mateřskými bohyněmi. Další představiteli je římský Quirinus a Flora, severská dvojčata Frey a Freya s jejich otcem Njördem nebo slovanský Jarilo. Často je spojena s blíženeckými božstvy.
I tato funkce má svůj vnitřní dualismus. Příkladem jsou dvojčata Sahadéva a Nakula, náležející k vaišům, vystupující v Mahábháratě. Sahadéva se stará o dobytek, který je důležitý v obětech bráhmanů, a je moudrý, dobrý a zbožný. Nakula chová a cvičí koně, důležité pro kšatrije, a je bojovný, silný a krásný.

### Syntéza funkcí a čtvrtá funkce
Někteří badatelé se pokusili určit také čtvrtou či transfunkcionální položku celé klasifikace. Patřil k nim kromě samotného George Dumézila také jeho žák Jaan Puhvel, keltisté Alwynn a Brinley Reesovi, keltistka Emily Lyle a antropolog Nicholas Allen. Mezi jejich hypotézy patří následující:
- Takzvaná transfunkcionální bohyně, jak se domníval například Puhvel[7] nebo Lyleová.[8]

- Personifikace Pravdy, jak se domníval Dumézil[pozn. 1][9] či Spravedlnosti jak se domnívala Lyle, která upozorňuje na to že Platón ve své Ústavě vedle tří ctností vlastních každé ze tří tříd uvedl i ctnost společnou, právě spravedlnost.[8] K takovým postavám patří například zarathuštrický Aša, „Pravdivost“, řecká Themis a Diké, a římská Justicia.

- Třída nevolníků, kterou Reesovi identifikovali ve starém Irsku, Indii (šúdrové) a Římě. Tradiční dělení Irska na provincie pak spojili s čtvernou až šesternou klasifikací.[10] Podle Lyleové je třída nevolníků až pozdějších dodatkem.[8]

- Král, který jak se domnívá Puhvel byl chápán jako „plný člověk“ zodpovědný za celou společnost, ať už díky své kvalifikaci ve všech třech funkcích či manželství s transfunkcionální bohyní.[7] Podle Lyleové je pozice krále jako syntézy funkcí úzce svázaná s pozicí bohyně v celém systému. Skrze symbolické manželství s ní král získává čtvrtou ctnost – pravdu či kosmický řád.[8]

- Jedna z položek v systému čtyř základních směrů (vpravo, vlevo, vepředu, vzadu) doplněných o střed jako pátý prvek, což je téma kterému se věnoval Mircea Eliade.[8] Reesovi v tomto duchu vytvořili šesternou klasifikaci irských provincií.[10]

- Vše je cizí, odlišné a podezřelé indoevropské společnosti jak se domníval Allen.[pozn. 2][11]

### Trojfunkčnost mimo společnost a panteon
Trojná struktura, často doplněná o čtvrtou položku, která předchozí syntetizuje, byla některými badateli shledána i v několika dalších případech:
- Barevná klasifikace: posvátno lze spojit s bílou, fyzickou sílu s červenou a plodnost s černou či modrou. Konkrétním příkladem klasifikace jsou indické varny (doslova „barvy“) kde jsou bráhmani spojeni s bílou, kšatrijové s červenou, vaišjové se žlutou a šúdrové s černou nebo římské cirkusové frakce: bílí, červení, zelení a modří. Podle Lyleové žlutá a zelená barva v těchto klasifikacích představuje syntetizující položku.[8]
- Klasifikace ctností, například v Platónově Ústavě se jedná o triádu moudrost, odvaha, střídmost, doplněnou o spravedlnost jako syntetizující položku. V Mahábháratě, v příběhu o čtyřech vnucích krále Jajátiho zase o náboženský zápal, udatnost, štědrost a nakonec oddanost pravdě.[8]
- Kosmologická klasifikace, zpravidla v podobě triády nebesa, povětří a země, v případě syntetizující položky triáda nebesa, povětří a podsvětí, doplněná o zemi či světový strom.[8]
- Roční období: jaro , léto a zima.[8]
- Tři hudební „žánry“ podle mýtu o irské bohyni Bóand: ke spánku, k smíchu a k žalu.[8]
- Tři irské mytologické cykly: cyklus o Tuatha Dé Danann se zaobírá magií, o Cú Chulainnovi hrdinstvím a Feniánský cyklus romantickou láskou.[10]
- Části těla: hlava, hruď a nohy.[8]
- Tři typy smrtí identifikované folkloristou Donaldem J. Wardem: oběšení, upálení či úder zbraní, a utopení.[8]

### Válka funkcí
Téměř universálním tématem v mytologii indoevropských národů je vyprávění o střetu mezi skupinou válečníků a kněží s hierarchickou společností proti původním obyvatelům země, zemědělcům a pastevcům. To končí integrací obou stran a vznikem nového sociálního řádu.
Tyto příběhy byly často interpretovány historicky. Například André Piganiol považoval vyprávění o bojích mezi Římany a Sabiny za odkaz na střet mezi indoevropskými nájezdníky a původním neindoevropským obyvatelstvem. Podobně býval vykládán i mýtus o bojích mezi Ásy a Vany. Dumézil tyto interpretace odmítnul a chápe je jako ospravedlnění společenského řádu. První dvě funkce ve válce vystupují jako spojenci, v Indii bylo toto souručenství označováno jako ubhe vírje. Vědomé užívání trojčlenné koncepce se podle Dumézila objevuje i ve Vergiliově Aeneidě, kde Aeneas bojuje s italickými kmeny aby mohl založit novou Tróju. Kromě zmiňované války Římanů se Sabiny a Ásy s Vany patří k mezi vyprávění o válce funkcí irský mýtus o boji lidu Tuatha Dé Danann proti Fomoriům nebo indický mýtus o bozích, kteří nechtěli připustit Ašviny k oběti sómy a také Mahábhárata.
Atsuhiko Yoshida a Covington Littleton upozornili na prvky války funkcí v Iliadě, kde Trójané představují třetí funkci a Achájové jejich první a druhou. Na rozdíl od typické války nekončí jejich spor smírem, ale vyplněním Tróji a navíc tento příběh nejspíše pojednává o skutečných historických událostech. Prvky války funkcí získalo toto vyprávění nejspíše až při své uměleckém zpracování. Daniel Dubuisson nalezl prvky tohoto sporu zase ve starořeckém dialogu mezi Solónem a Kroisem, a v irské sáze Bórama, která zmiňuje promluvu sv. Kolumbána ke králi Tary Aedovi. Tyto verbální spory mají ukazovat nadřazenost první a druhé funkce. Podobnou myšlenku vyjadřuje skytský mýtus o synech krále Targitaa a osetinské eposy o Nartech.